# Campeonato de Primera División 1931 de la AFAP (Argentina)
La Copa Campeonato 1931 del ente rector oficial, la Asociación Argentina de Football (Amateurs y Profesionales), fue el quincuagésimo primer torneo de Primera División de la llamada era amateur.
Tras jugarse parcialmente el día 10 de mayo la primera fecha del campeonato de la Asociación Amateurs Argentina de Football, estalló la crisis que dividía al fútbol argentino, produciéndose la escisión de los dieciocho clubes de mayor convocatoria para formar la Liga Argentina de Football, que organizó así el primer torneo profesional, en condición de entidad disidente. En tanto que la oficial, renombrada Asociación Argentina de Football (Amateurs y Profesionales), disputó simultáneamente su propio certamen, que se jugó entre el 28 de junio y el 27 de diciembre en una sola rueda de todos contra todos, con la participación de diecisiete equipos, que se redujeron a dieciséis.
El campeón fue el Club Atlético Estudiantil Porteño, que sumó la misma cantidad de puntos que el Club Almagro, por lo que debieron jugar un partido de desempate. 

## Ascensos, descensos y escisiones
| Pos. | Equipo ascendido |
| ---- | ---------------- |
| 1.º  | Nueva Chicago    |

| Pos. | Equipos descendidos en la temporada 1930 |
| ---- | ---------------------------------------- |
| 35.° | Honor y Patria                           |
| 36.º | Argentino del Sud                        |

| Número | Equipos escindidos en la LAF |
| ------ | ---------------------------- |
| 1      | Argentinos Juniors           |
| 2      | Atlanta                      |
| 3      | Boca Juniors                 |
| 4      | Chacarita Juniors            |
| 5      | Estudiantes de La Plata      |
| 6      | Ferro Carril Oeste           |
| 7      | Gimnasia y Esgrima La Plata  |
| 8      | Huracán                      |
| 9      | Independiente                |
| 10     | Lanús                        |
| 11     | Platense                     |
| 12     | Quilmes                      |
| 13     | Racing Club                  |
| 14     | River Plate                  |
| 15     | San Lorenzo                  |
| 16     | Talleres                     |
| 17     | Tigre                        |
| 18     | Vélez Sarsfield              |

De esta forma, el número de participantes se redujo a 17.

## Equipos
| Equipo                 | Ciudad       |
| ---------------------- | ------------ |
| Almagro                | Buenos Aires |
| Argentino de Banfield  | Banfield     |
| Argentino de Quilmes   | Quilmes      |
| Banfield               | Banfield     |
| Barracas Central       | Buenos Aires |
| Colegiales             | Buenos Aires |
| Defensores de Belgrano | Buenos Aires |
| El Porvenir            | Gerli        |
| Estudiantes            | Buenos Aires |
| Estudiantil Porteño    | Buenos Aires |
| Excursionistas         | Buenos Aires |
| Nueva Chicago          | Buenos Aires |
| San Fernando           | San Fernando |
| San Isidro             | San Isidro   |
| Sportivo Barracas      | Buenos Aires |
| Sportivo Buenos Aires  | Buenos Aires |
| Sportivo Palermo       | Buenos Aires |

## Tabla de posiciones del torneo inconcluso
| Pos. | Equipo                  | Pts. | PJ | PG | PE | PP | GF | GC | Dif. |
| ---- | ----------------------- | ---- | -- | -- | -- | -- | -- | -- | ---- |
| 1.º  | San Lorenzo             | 2    | 1  | 1  | 0  | 0  | 4  | 0  | 4    |
| 2.º  | Argentinos Juniors      | 2    | 1  | 1  | 0  | 0  | 4  | 1  | 3    |
| 3.º  | Barracas Central        | 2    | 1  | 1  | 0  | 0  | 4  | 1  | 3    |
| 4.º  | Sportivo Buenos Aires   | 2    | 1  | 1  | 0  | 0  | 3  | 1  | 2    |
| 5.º  | Tigre                   | 2    | 1  | 1  | 0  | 0  | 3  | 1  | 2    |
| 6.º  | Gimnasia y Esgrima (LP) | 2    | 1  | 1  | 0  | 0  | 2  | 0  | 2    |
| 7.º  | River Plate             | 2    | 1  | 1  | 0  | 0  | 2  | 0  | 2    |
| 8.º  | Vélez Sarsfield         | 2    | 1  | 1  | 0  | 0  | 2  | 1  | 1    |
| 9.º  | Boca Juniors            | 2    | 1  | 1  | 0  | 0  | 1  | 0  | 1    |
| 10.º | Almagro                 | 1    | 1  | 0  | 1  | 0  | 2  | 2  | 0    |
| 11.º | Argentino (Q)           | 1    | 1  | 0  | 1  | 0  | 2  | 2  | 0    |
| 12.º | Atlanta                 | 1    | 1  | 0  | 1  | 0  | 1  | 1  | 0    |
| 13.º | Defensores de Belgrano  | 1    | 1  | 0  | 1  | 0  | 1  | 1  | 0    |
| 14.º | Estudiantil Porteño     | 1    | 1  | 0  | 1  | 0  | 1  | 1  | 0    |
| 15.º | Racing Club             | 1    | 1  | 0  | 1  | 0  | 1  | 1  | 0    |
| 16.º | Estudiantes             | 0    | 0  | 0  | 0  | 0  | 0  | 0  | 0    |
| 17.º | Banfield                | 0    | 0  | 0  | 0  | 0  | 0  | 0  | 0    |
| 18.º | Chacarita Juniors       | 0    | 0  | 0  | 0  | 0  | 0  | 0  | 0    |
| 19.º | Colegiales              | 0    | 0  | 0  | 0  | 0  | 0  | 0  | 0    |
| 20.º | Estudiantes (LP)        | 0    | 0  | 0  | 0  | 0  | 0  | 0  | 0    |
| 21.º | Independiente           | 0    | 0  | 0  | 0  | 0  | 0  | 0  | 0    |
| 22.º | Nueva Chicago           | 0    | 0  | 0  | 0  | 0  | 0  | 0  | 0    |
| 23.º | San Fernando            | 0    | 0  | 0  | 0  | 0  | 0  | 0  | 0    |
| 24.º | Sp. Palermo             | 0    | 0  | 0  | 0  | 0  | 0  | 0  | 0    |
| 25.º | Talleres                | 0    | 0  | 0  | 0  | 0  | 0  | 0  | 0    |
| 26.º | Platense                | 0    | 1  | 0  | 0  | 1  | 1  | 2  | −1   |
| 27.º | Lanús                   | 0    | 1  | 0  | 0  | 1  | 0  | 1  | −1   |
| 28.º | Argentino de Banfield   | 0    | 1  | 0  | 0  | 1  | 1  | 3  | −2   |
| 29.º | Huracán                 | 0    | 1  | 0  | 0  | 1  | 1  | 3  | −2   |
| 30.º | El Porvenir             | 0    | 1  | 0  | 0  | 1  | 0  | 2  | −2   |
| 31.º | Excursionistas          | 0    | 1  | 0  | 0  | 1  | 0  | 2  | −2   |
| 32.º | Sp. Barracas            | 0    | 1  | 0  | 0  | 1  | 1  | 4  | −3   |
| 33.º | Quilmes                 | 0    | 1  | 0  | 0  | 1  | 1  | 4  | −3   |
| 34.º | Ferro Carril Oeste      | 0    | 1  | 0  | 0  | 1  | 0  | 4  | −4   |

## Tabla de posiciones final
| Pos  | Equipo                 | Pts |    | G  | E | P  | GF | GC | Dif |
| ---- | ---------------------- | --- | -- | -- | - | -- | -- | -- | --- |
| 1.º  | Estudiantil Porteño    | 26  | 15 | 12 | 2 | 1  | 31 | 17 | 14  |
| 2.º  | Almagro                | 26  | 15 | 13 | 0 | 2  | 45 | 13 | 32  |
| 3.º  | Sportivo Buenos Aires  | 22  | 15 | 11 | 0 | 4  | 26 | 16 | 10  |
| 4.º  | El Porvenir            | 21  | 15 | 9  | 3 | 3  | 34 | 20 | 14  |
| 5.º  | Excursionistas         | 17  | 15 | 7  | 3 | 5  | 36 | 27 | 9   |
| 6.º  | Nueva Chicago          | 17  | 15 | 7  | 3 | 5  | 22 | 24 | -2  |
| 7.°  | Argentino de Quilmes   | 16  | 15 | 7  | 2 | 6  | 24 | 24 | 0   |
| 8.°  | Sportivo Palermo       | 15  | 15 | 6  | 3 | 6  | 24 | 23 | 1   |
| 9.°  | Sportivo Barracas      | 14  | 15 | 5  | 4 | 6  | 35 | 30 | 5   |
| 10.° | Barracas Central       | 14  | 15 | 5  | 4 | 6  | 22 | 26 | -4  |
| 11.° | Estudiantes (BA)       | 13  | 15 | 5  | 3 | 7  | 20 | 23 | -3  |
| 12.° | Colegiales             | 13  | 15 | 4  | 5 | 6  | 20 | 26 | -6  |
| 13.° | Defensores de Belgrano | 9   | 15 | 3  | 3 | 9  | 13 | 19 | -6  |
| 14.° | Banfield               | 9   | 15 | 3  | 3 | 9  | 21 | 37 | -16 |
| 15.° | Argentino de Lomas     | 6   | 15 | 2  | 2 | 11 | 12 | 25 | -13 |
| 16.° | San Fernando           | 2   | 15 | 1  | 0 | 14 | 13 | 48 | -35 |

|  |                                        |
|  | Campeón. Ganó el partido de desempate. |
|  | Disputó el partido de desempate.       |
|  | Descendió.                             |

## Desempate por el título
| Partido             | Partido   | Partido  | Partido           | Partido                 | Partido |
| Equipo 1            | Resultado | Equipo 2 | Estadio           | Fecha                   |         |
| ------------------- | --------- | -------- | ----------------- | ----------------------- | ------- |
| Estudiantil Porteño | 3 - 1     | Almagro  | Sportivo Barracas | 27 de diciembre de 1931 |         |

## Descensos, ascensos y otros
Luego de finalizada la temporada Argentino de Banfield se fusionó con Temperley y la nueva entidad pasó a llamarse Argentino de Temperley, a partir de la 10.ª fecha del campeonato 1932 de la AFAP. Por otro lado, se produjo el descenso de San Fernando y la desafiliación definitiva de San Isidro, y el ascenso de Liberal Argentino y All Boys para el siguiente torneo.

## Goleador
| Jugador              | Jugador         | Goles | Equipo  |
| -------------------- | --------------- | ----- | ------- |
| Bandera de Argentina | José A. Ciancio | 14    | Almagro |